# Foramen zygomatico-temporal
Le foramen zygomatico-temporal (ou orifice temporal du canal malaire) est l'orifice de sortie du canalicule temporal une des deux branches de bifurcation du canal temporo-malaire.
Il est situé sur la face postérieure de l'os zygomatique. Il permet le passage du nerf zygomatico-temporal, branche du nerf zygomatique.